# Хуго Мюнстерберг
Хуго Мюнстерберг (на немски: Hugo Münsterberg) е германски психолог, ученик на Вунт с приложна ориентация, един от пионерите в приложната психология. Създател е на психотехниката, свързана с приложението на психологичните към практическите въпроси, главно за трудоспособността на хората.

## Биография
Роден е на 1 юни 1863 г. в Гданск, Прусия. Следва в Лайпциг, където среща Вунт, който го убеждава да се присъедини към психологическа лаборатория. Получава бакалавърска степен по психология в Лайпцигския университет (1885), а докторат по медицина защитава в Хайделбергския университет (1887). Хабилитира се във Фрайбургския университет и между 1888 и 1892 г. работи като частен доцент там. Посещава Първия международен конгрес по психология, където среща Уилям Джеймс. Поддържат кореспонденция и през 1892 г. е поканен в Харвард като директор на психологическа лаборатория. През 1898 г. е избран за президент на APA.
Умира на 19 декември 1916 г. в Кейбридж, САЩ.

## Научна дейност
В един от трудовете си „Психологията и индустриалната работоспособност“ разглежда проблемите за мотононността, вниманието и умората, физическото и социално влияние на работната сила, ефектът от рекламата и бъдещото развитие на икономическата психология. Той вярва, че ключът към работоспособността е съчетаването на работата с работника.
Относно клининичната психология Мюнстерберг се основава на теорията за психофизически паралелизъм, който доказва, че всички физически процеси имат паралелел мозъчен процес. Той смята, че умствените заболявания имат психическа основа и прави диагнози на основата на наблюдение на поведението, разпитване и отговорите на пациентите. Тези изследвания водят до публикуването на книгата „Психотерапия“.
Пише няколко труда върху прилагането на психологическата информация в юридически ситуации. Главния обект на тези статии е изследването на свидетели. Публикува книгата „На свидетелската скамейка“, в която говори за психологическите фактори, които могат да повлияят на изхода на един процес. Разработва идеята за „детектора на лъжата“ и дискутира погрешимостта на свидетелските показания, динамиката на фалшивите признания и ефектите на внушаемостта върху свидетели, съдебни заседатели и съдии. По-късно провежда експеримент върху груповата динамика на журито от съдебни заседатели.
Като психолог на естетиката, дискутира развитието на филмите и филмовата критика. В допълнение на общата естетика представя психологическото влияние на ретроспективните кадри, преливането на кадри и кадрите в едър план. Като социален коментатор, той предвижда провала в крайна сметка на световните правителствени и пацифистки лиги; прогнозира, че Сухият режим ще доведе до по-тежки последици, от тези от злоупотребата с алкохол; изобличава фалшивостта на популярните магьосници и окултни фигури и като цяло прилага психологията към всекидневния живот.